# Battling with Buffalo Bill
Pour plus de détails, voir Fiche technique et Distribution.
Battling with Buffalo Bill est un serial américain en 12 chapitres de Ray Taylor, sorti en 1931.

## Synopsis
Un gros propriétaire terrien, Jim Rodney entend s'approprier toutes les terres des fermiers pour l'or qu'elles contiennent. Il envoie ses hommes de main terroriser les alentours. L'un des hommes tue une indienne et provoque la guerre avec une tribu voisine. L'armée américaine menée par Buffalo Bill arrive pour mettre fin à la guerre ainsi qu'arrêter Rodney...

## Fiche technique
- Titre : Battling with Buffalo Bill
- Réalisation : Ray Taylor
- Scénario : George H. Plympton et Ella O'Neill d'après le livre The Great West That Was de Buffalo Bill
- Photographie : John Hickson
- Montage : Alvin Todd
- Production : Henry MacRae
- Pays d'origine : États-Unis
- Format : Noir et blanc
- Genre : western
- Durée : 217 minutes
- Date de sortie : 1931

## Distribution
- Tom Tyler : Buffalo Bill
- Lucile Browne : Jane Mills
- William Desmond : John Mills
- Rex Bell : Dave Archer
- Francis Ford : Jim Rodney
- George Regas : 'Breed' Johns
- Yakima Canutt : Scout Jack Brady
- Jim Thorpe : Swift Arrow

Acteurs non crédités
- Edmund Cobb : Andy
- Jim Corey : Red Dirk, homme de main
- Merrill McCormick : Len Tampas
- Chief Thunderbird : un indien

## Liste des épisodes
1. Captured by Redskins
2. Circling Death
3. Between Hostile Tribes
4. The Savage Horde
5. The Fatal Plunge
6. Trapped
7. The Unseen Killer
8. Sentenced to Death
9. The Death Trap
10. A Shot from Ambush
11. The Flaming Death
12. Cheyenne Vengeance